# The Biggest Bang
The Biggest Bang è un box-set di 4 DVD dei Rolling Stones uscito nel 2007.
I primi 3 DVD compongono ripropongono alcune tappe dell' A Bigger Bang Tour del 2006, mentre il quarto contiene un documentario sul suddetto tour, più alcuni contenuti speciali.

## Tracce

### DVD 1: Zilker Park, Austin, Texas - 22 October 2006
1. Opening (intro)
2. You Got Me Rocking
3. Let's Spend the Night Together
4. She's So Cold
5. Oh No, Not You Again
6. Sway
7. Bob Wills Is Still the King
8. Streets of Love
9. Ain't Too Proud to Beg
10. Tumbling Dice
11. Learning the Game
12. Little T&A
13. Under My Thumb
14. Get Off of My Cloud
15. Honky Tonk Women
16. Sympathy for the Devil
17. Jumpin' Jack Flash
18. (I Can't Get No) Satisfaction
19. Brown Sugar

#### Contenuti Speciali
- Austin Mini-Documentario
- I Can't Be Satisfied da Milano
- Jukebox Feature

### DVD 2: Copacabana Beach, Rio de Janeiro, Brazil - 18 February 2006
1. Opening (intro)
2. Jumpin' Jack Flash
3. It's Only Rock 'n Roll (But I Like It)
4. You Got Me Rocking
5. Wild Horses
6. Rain Fall Down
7. Midnight Rambler
8. The Night Time (Is The Right Time)
9. Happy
10. Miss You
11. Rough Justice
12. Get Off of My Cloud
13. Honky Tonk Women
14. Start Me Up
15. Brown Sugar
16. You Can't Always Get What You Want
17. (I Can't Get No) Satisfaction

#### Contenuti speciali
- Rio de Janeiro documentary

### DVD 3: Rest Of The World
Saitama Super Arena, Saitama, Japan - 2 April 2006
1. Opening (intro)
2. Let's Spend the Night Together
3. Rain Fall Down
4. Rough Justice

Shanghai Grand Stage, Shanghai, China - 8 April 2006
1. Opening (intro)
2. Bitch
3. Midnight Rambler
4. Gimme Shelter
5. This Place Is Empty
6. It's Only Rock 'n' Roll (but I Like It)

River Plate Stadium, Buenos Aires, Argentina - 21 February and/or 23, 2006
1. Opening (intro)
2. Worried About You
3. Happy
4. Miss You
5. Paint It Black
6. (I Can't Get No) Satisfaction

#### Featurettes
1. Bonnie Raitt: Shine a Light
2. Eddie Vedder: Wild Horses
3. Dave Matthews: Let It Bleed

#### Duetti
1. Shine a Light: featuring Bonnie Raitt
2. Wild Horses: featuring Eddie Vedder
3. Let It Bleed: featuring Dave Matthews
4. Wild Horses: featuring Cui Jian

### DVD 4
- Salt of the Earth: A Bigger Bang Tour Documentary

#### Tracce bonus
1. Get Up, Stand Up
2. Mr. Pitiful

#### Contenuti speciali
- If It Ain't Got That Swing featuring Charlie Watts
- Hurricane featuring Keith Richards
- Outlets of Emotion featuring Ron Wood
- Busking featuring Mick Jagger

## Classifiche
| Classifica (2021) | Posizione massima |
| ----------------- | ----------------- |
| Grecia            | 53                |